# Danville (Virgínia de l'Oest)
Danville és una població dels Estats Units a l'estat de Virgínia de l'Oest. Segons el cens del 2000 tenia 550 habitants.

## Demografia
Segons el cens del 2000, Danville tenia 550 habitants, 285 habitatges, i 139 famílies. La densitat de població era de 196,6 habitants per km².
Dels 285 habitatges en un 20% hi vivien nens de menys de 18 anys, en un 35,4% hi vivien parelles casades, en un 10,2% dones solteres, i en un 51,2% no eren unitats familiars. En el 48,1% dels habitatges hi vivien persones soles el 24,6% de les quals corresponia a persones de 65 anys o més que vivien soles. El nombre mitjà de persones vivint en cada habitatge era d'1,93 i el nombre mitjà de persones que vivien en cada família era de 2,73.
Per edats la població es repartia de la següent manera: un 18% tenia menys de 18 anys, un 8,5% entre 18 i 24, un 27,8% entre 25 i 44, un 23,8% de 45 a 60 i un 21,8% 65 anys o més.
L'edat mediana era de 43 anys. Per cada 100 dones de 18 o més anys hi havia 73,5 homes.
La renda mediana per habitatge era de 21.369 $ i la renda mediana per família de 26.397 $. Els homes tenien una renda mediana de 33.125 $ mentre que les dones 23.333 $. La renda per capita de la població era de 14.469 $. Entorn del 13,1% de les famílies i el 16,3% de la població estaven per davall del llindar de pobresa.

## Poblacions més properes
El següent diagrama mostra les poblacions més properes.